# 鬣狗之城
《土狼之城》 （沃洛夫語：Ramatou）是1992年由塞內加爾導演吉布里·迪厄·蒙貝提所執導的喜劇電影作品，改編自瑞士作家弗里德里希·迪倫馬特的德語戲劇〈拜訪〉，本片獲選為第45屆坎城影展正式競賽片。

## 劇情
塞內加爾的一個城鎮科洛班面臨破產危機，這時一位自科洛班出身的女富豪琳嘉瑞·拉瑪圖闊別故鄉多年後要返鄉，鎮民們皆希望她能夠拯救科洛般的財政狀況；這位女富豪帶著年輕時的怨懟返鄉，她願意給科洛班一大筆錢，條件是必須殺死雜貨店老闆達拉曼·達拉美，原來女富豪17歲時懷孕卻慘遭達拉曼·達拉美拋棄；鎮民們表面上不願答應這項殘忍的協議，但達拉曼·達拉美卻發現平日貧窮的鎮民開始購買昂貴的物品，他開始感到惴惴不安。

## 獎項
本片除了在第45屆坎城影展獲得金棕櫚獎提名之外，在芝加哥影展也獲的評審團特別獎。

## 外部連結
- 互联网电影数据库（IMDb）上《鬣狗之城》的资料（英文）
- 爛番茄上《鬣狗之城》的資料（英文）